# Geltendorf
Geltendorf er en kommune i Landkreis Landsberg am Lech, Regierungsbezirk Oberbayern i den tyske delstat Bayern.
Hvert år afholdes middelaldermarkedet Kaltenberger Ritterturnier på Schloss Kaltenberg, og det tiltrækker op mod 120.000 besøgende.

## Geografi
Geltendorf ligger i Planungsregion München.

### Inddeling
I kommunen ligger ud over Geltendorf disse landsbyer og bebyggelser:
- Hausen
- Kaltenberg
- Wabern
- Walleshausen
- Petzenhofen
- Jedelstetten
- Unfriedshausen